# Halichoeres claudia
Halichoeres claudia är en fiskart som beskrevs av Randall och Rocha 2009. Halichoeres claudia ingår i släktet Halichoeres och familjen läppfiskar. IUCN kategoriserar arten globalt som livskraftig. Inga underarter finns listade i Catalogue of Life.